# Mabe Fratti
Mabe Fratti (1992) és una violoncel·lista i vocalista guatemalenca. Fratti treballa en una àmplia varietat de gèneres. El seu treball inclou col·laboracions amb artistes com Belafonte Sensacional, i forma part del col·lectiu de música avantguardista Amor Muere.

## Biografia
Nascuda a Guatemala i criada en una família pentecostalista, Fratti va rebre una formació clàssica en violoncel i els seus pares la van limitar a escoltar música cristiana o clàssica fins que va descobrir l'intercanvi d'arxius a través de LimeWire. També li van presentar elements més avantguardistes, com un disc de György Ligeti que el seu pare va portar «a l'atzar» a casa i un DVD de la violoncel·lista Jacqueline du Pré que va trobar en una botiga de discos. Va començar a crear la seva pròpia música quan era adolescent i, en deixar l'església, es va expandir a tocar estils tan variats com reggae, blues i funk, i el violoncel que usa ara és un regal de la seva escola.
En 2015, una residència en el Goethe-Institut la va portar a Mèxic per a treballar en la seva música. A través d'aquesta residència i moviment va actuar amb més músics com els artistes consagrats Libertad Figueroa, Gudrun Gut i Julián Bonequi, i es va involucrar en l'escena musical d'improvisació de la Ciutat de Mèxic. Va conèixer als futurs integrants de Amor Muere i al seu company Héctor Tosta, llavors de La Vida Bohème.
En 2019, Fratti va produir el seu primer àlbum, Pies Sobre La Tierra, citant Els anells de Saturn de W. G. Sebald com a inspiració. A això li va seguir Será Que Ahora Podemos Entendernos en 2021, col·laborant per a l'àlbum amb la compositora Claire Rousay i la banda experimental Tajak, i l'àlbum es descriu com «fent referència a Arthur Russell». El posterior àlbum de Fratti de 2022, Se Ve Desde Aquí, ha estat qualificat de «al·lucinant» pel seu company artista experimental Oneohtrix Point Never.
Després va col·laborar amb el seu soci Héctor Tosta com Titanic en 2023, produint Vidrio, un àlbum descrit com «en algun lloc entre el jazz i el pop de cambra».
En 2023, Amor Muere va estrenar Un tiempo para amar, un tiempo para morir. Fratti havia format aquest col·lectiu musical amb els artistes Concepción Huerta, Gibrana Cervantes i Camille Mandoki, creant obres al llarg d'un període d'anys. A causa del treball existent de cada membre, s'ha descrit com un «supergrup experimental».

## Discografia
Com a solista
- Pies sobre la tierra (2019)
- Será Que Ahora Podremos Entendernos (2021)
- Se Ve Desde Aquí(2022)
- Sentir Que No Sabes(2024)

Amb Titanic
- Vidrio (2023)

Amb Amor Muere
- Un tiempo para amar, un tiempo para morir (2023)